# Sharon (Vermont)
Sharon – miasto w Stanach Zjednoczonych, w stanie Vermont, w hrabstwie Windsor.